# Ture Pettersson
Ture John Gunnar Pettersson, född 18 november 1919 i Göteborg, död 22 juni 2000 i Göteborg, var en svensk målare och tecknare.
Pettersson var son till golvläggaren Fritz August Pettersson och Gulli Augusta Karlsson samt från 1946 gift med Frida Charlotta Pettersson. Han studerade konst vid Valands målarskola i slutet av 1950-talet. Tillsammans med Georg Andersson och Bror Göransson ställde han ut på Olsens konstsalong i Göteborg 1949. Han var representerad i Konstfrämjandets utställning i Borås och Eskilstuna 1949 samt i Ulricehamn 1950. Hans konst består av figurmotiv, stilleben och landskapsskildringar utförda i olja samt bokomslag och teckningar för tidskriftspressen.